# 周浩 (嘉靖乙未進士)
周浩（1501年—1590年），字允集，號雲門，浙江紹興府山陰縣人，民籍，明朝政治人物。

## 生平
嘉靖十年（1531年）辛卯科浙江鄉試第六十四名舉人。嘉靖十四年（1535年）中式乙未科會試第二百六十二名，登第三甲第一百八十四名進士。授中书舍人，歷官工部营缮司员外郎、郎中，监修太庙工程，嘉靖二十四年七月完工，升二级。迁云南曲靖兵备副使，因不修赂于严嵩父子，以陕西苑马寺卿勒令致仕。

## 家族
曾祖周永才；祖父周廷澤，封翰林院檢討；父周礽，曾任南京刑部郎中。母祁氏（封安人）。慈侍下。